# Nicolás Aguayo y Aldea
Nicolás Aguayo y Aldea (San Juan de Puerto Rico, 6 de diciembre de 1808 - íd, 7 de abril de 1878), fue político, escritor, educador, periodista e intelectual puertorriqueño.
De familia muy pobre, quedó huérfano a muy temprana edad y fue adoptado por unos parientes, aprendiendo por sí mismo a leer y escribir. A los doce años empezó a trabajar como aprendiz de cajista en la Imprenta del Gobierno de don Valeriano de San Millán, que llegaría a regentar, e inició la carrera eclesiástica, siendo discípulo del padre Rufo Manuel Fernández, pero solo recibió algunas órdenes menores. Fue nombrado secretario del Cuerpo de Ingenieros de la Plaza y dirigió el Diario Noticioso, uno de los periódicos más importantes de Puerto Rico. Ganó la Cátedra de Geografía en la Sociedad Económica de Amigos del País, de la que sería luego además secretario y luego director, iniciando una importante e incansable labor de reformas educativas, administrativas y económicas (especialmente, un proyecto para fundar un Colegio Central en 1844 que finalmente vetó el gobernador). Siempre preocupado por la educación, en ese mismo año desempeñó la cátedra de Geografía del Seminario Conciliar y, aunque se casó en 1830 con una mujer de familia acomodada, no abandonó sus ideas liberales y fue un convencido abolicionista hasta el punto de que emancipó a sus propios esclavos.
Reivindicó las figuras del pintor puertorriqueño José Campeche y del Intendente general reformista Alejandro Ramírez, de manera que, tras un discurso de Aguayo el 25 de febrero de 1841 en alabanza de los mismos, logró que se colgaran sus retratos en el Ateneo de Puerto Rico.
En 1847 se hizo cargo de la escuela pública de Caguas, que dirigió hasta su jubilación en 1868. Lideró el Partido Liberal Reformista y, en 1871, fue elegido diputado provincial por Caguas y siguió promoviendo mejoras educativas: aprovechándose de la caída de la monarquía en España, propuso en 1873, año de la emancipación de los esclavos, amparándose en la Ley de Instrucción Pública, la creación de un Instituto. El gobierno español lo premió con el título de Comendador de la Orden de Carlos III y hasta que quedó ciego (empezó a perder la vista progresivamente en 1850) fue un habitual articulista en la prensa local.